# Martha Martínez Gordillo
Martha Juana Martínez Gordillo (San Cristóbal de las Casas, Chiapas; 1953) es una botánica, taxónoma, bióloga, conservadora, y profesora mexicana.
Ha trabajado extensamente con investigaciones en las familias de las euforbiáceas y lamiaceas de Centro y Sudamérica.
Su carrera como investigadora en biología se desarrolla en la UNAM, en el herbario de la Facultad de Ciencias (FCME), además de algunos cursos que ha dado lugar a otras instituciones como UNICACH (la Universidad de las Ciencias y las Artes en la capital de Chiapas, Tuxtla Gutiérrez) y el Colegio de Bachilleres. Como taxónomo de plantas, ha trabajado en uno de los estados más diversos de México: Guerrero, desde 1985; en la Sierra Madre del sur es muy fácil perderse y difícil encontrar combustible; no obstante, con el equipo del herbario, se han recolectado helechos y fanerógamas en muchos lugares aislados y expuestos. Colabora en el proyecto de la Flora de Guerrero y de las familias Euphorbiaceae y Lamiaceae en México. Colabora en formar recursos humanos, impartiendo cursos en la carrera de Biología de la Facultad de Ciencias y entrena a estudiantes en el 
manejo de herbario y en la sistemática de las familias Euphorbiaceae y Lamiaceae. Ha publicado al menos 45 artículos científicos 
en revistas arbitradas. Desarrolla actividades administrativas, académicas, y científicas en la Facultad de Ciencias, en la UNAM.
Obtuvo en 2006, el doctorado en Ciencias, la maestría en Ciencias Biológicas, en 1996, por la Universidad Nacional Autónoma de México; y, antes, en 1985, la licenciatura en biología por la misma casa de altos estudios.
Es autora de nuevas especies para la ciencia, posee al menos treinta y seis registros de especies nuevas,  especialmente de las familias euforbiáceas y Lamiaceae, y con énfasis de los géneros Croton, Salvia Jatropha, Mabea, Tragia, publicándolos habitualmente en Anales Inst. Biol. Univ. Nac. Autón. México, Brittonia, Novon y Phytotaxa (véase más abajo el vínculo a IPNI).

## Algunas publicaciones
- martha juana Martínez-Gordillo, i. Fragoso-Martínez, maru r. García-Peña. 2016. A new species of Salvia section Uliginosae (Lamiaceae), from Oaxaca, Mexico. Phytotaxa 245 (3): 216 - 222. DOI: 10.11646/phytotaxa.245.3.4
- -------------------, -------------------, -------------------, o. Montiel. 2013. Géneros de Lamiaceae de México, diversidad y endemismo. Revista Mexicana de Biodiversidad, 84: 30 - 86.
- -------------------, susana Valencia Ávalos, jorge Calónico Soto. 1997. Flora de Papalutla, Guerrero y de sus alrededores. Anales del Instituto de Biología. Serie Botánica, 107 - 133.

### Libros
- martha juana Martínez-Gordillo, Francisco Javier Fernández Casas, Jaime Jiménez Ramírez. 2014. Flora del valle de Tehuacán-Cuicatlán: euphorbiaceae subfamilia crotonoideae, Part 111. V. 10 de Listados florísticos de México. Publicó Universidad Nacional Autónoma de México, Instituto de Biología, 84 p. ISBN 6070252802, ISBN 9786070252808
- judith Márquez Guzmán, margarita Collazo Ortega, martha Martínez Gordillo, alma Orozco Segovia, sonia Vázquez Santana. 2013. Biología de angiospermas. Publicó UNAM, Facultad de Ciencias, 602 p. ISBN 6070227050, ISBN 9786070227059

### Editora
- Flora de Guerrero[8]

### Reconocimientos
- 2009: por trayectoria académica como uno de los 20 mejores profesores la Facultad de Ciencias de la Universidad Autónoma de México (UNAM).[9]